# Tursac
Tursac település Franciaországban, Dordogne megyében. Lakosainak száma 339 fő (2022. január 1.). Tursac Peyzac-le-Moustier, Les Eyzies és Fleurac községekkel határos.

## Népesség
A település népessége az elmúlt években az alábbi módon változott:
| Lakosok száma | 217  | 263  | 316  | 324  | 347  | 356  | 339  | 332  | 332  | 339  |
|               | 1968 | 1982 | 1990 | 2006 | 2013 | 2015 | 2017 | 2019 | 2020 | 2022 |